# Оглушение (лингвистика)
Оглушение — в лингвистике фонетический процесс, при котором согласные звонкие фонемы в определённых позициях реализуются как соответствующие по парности глухие звуки. Оглушение в разных формах встречается во многих языках, в том числе в русском.
В зависимости от позиции согласных, различаю:
- Оглушение на конце фонетического слова перед паузой (например, «набрать букет ро'з» [рос]) или перед следующим словом (без паузы) с начальным не только глухим, но и гласным, сонорным согласным, а также (в) и (j) (например, «род средний» [рот], «рожь растет» [рош])[1]. Артикуляционно данное звуковое изменение объясняется тем, что напряжённые голосовые связки возвращаются в состояние покоя (в начальное положение) преждевременно, до конца произнесения звука[2]. В нидерландском языке шумные согласные на конце слов оглушаются (verband [vər´bɑnt]). Если к слову добавляется другой аффикс или окончание, то этот согласный перестаёт быть конечным и не оглушается (verbandig [vər´bɑndix])[3]. Оглушение звонкого согласного в абсолютном конце слова характерно для всех славянских языков[4].
- Оглушение в середине слова в результате ассимиляции или диссимиляции звуков по глухости-звонкости (например, «гладко» [глатка])[1][5].

К языкам с оглушением относятся польский, русский, немецкий, нидерландский, санскрит (частный случай сандхи) и баскский (после z, в частности, при отрицании ez: ez bada [ezpada], ez dakit [eztakit])